# Vladimir Sruk
Vladimir Sruk, slovenski filozof in publicist, * 25. avgust 1934, Jesenice, † 21. avgust 2020, Maribor
Z različnimi vidiki publicistične dejavnosti se ukvarja vse od sredine petdesetih let v številnih revijah in časopisih. Kot družboslovca ga zanimajo poleg politologije in sociologije tudi nekateri problemski sklopi filozofije in etike, zgodovine, pedagogike in socialne psihologije. Zasnoval je več temeljnih družboslovnih in filozofskih leksikonov.

## Življenje

### Otroštvo
Vladimir Sruk se je rodil 1934 na Jesenicah. Dobil je dve imeni: Vladimir po očetovem očetu, Ernest pa po maminem. Rekel je, da je Vladimir po Leninu, Ernest po Che Guevari - dveh 'prekocuhih'. Vedno je to povedal z nasmehom. Očetova družina je v Varaždinu po prvi svetovni vojni gospodarsko propadla, zato se je prišel šolat na Kranjsko. Za svoje vzornike je imel v otroštvu kmečke upornike Matijo Gubca, Ilijo Gregorića in Ivana Pasanca. Poleg tega je visoko cenil Tita, saj se je uspešno uprl Hitlerju in Stalinu. Že v otroštvu se mu je razvila astma, takrat pa zanjo še ni bilo učinkovitih zdravil. Zaradi nje se je odločil za marsikaj, za kar se sicer nikoli ne bi, med drugim za pomorsko šolo.
Oče je najprej obiskoval gimnazijo v Gradcu, kmalu pa je moral zaradi finančnih težav na šolanje v cenejši Ptuj. Vpisal se je na srednjo tehnično šolo v Ljubljani, kasneje se je zaposlil v kamniškem podjetju Titan. Tam ni ostal dolgo, v dvajsetih letih so namreč začeli zaradi gospodarske krize odpuščati delavce in uslužbence. Takrat so odpustili tudi očeta, ki se je nato zaposlil v livarni železarne na Jesenicah.  Mama je že kot dijakinja mnogokrat igrala v ljubljanskem Ljudskem odru. Pri iskanju zaposlitve ji je to škodovalo, takratna liberalna oblast jo je poslala na kazensko službo na Čemšenik. Kasneje je šla na Jesenice igrat k Sokolom, dokler se ni poročila, po Vladimirjevem rojstvu pa je končala svojo umetniško kariero in se zaposlila kot učiteljica.
Že zelo zgodaj je bilo njegovo življenje zaznamovano s posledicami političnih konfliktov, botrovale so jim posledice obeh svetovnih vojn. Že pred drugo svetovno vojno so pri štirih ali petih letih v njegov miselni svet začeli vdirati politični pojmi. Najbližji sorodniki Buhovi so bili liberalci oziroma sokoli, ki niso marali hitlerjancev. S svojimi prijatelji so redno hodili na veselice, tombole in kulturne prireditve v jeseniški Sokolski dom, ki se je takrat Sruku zdel kot nekakšna trdnjava. Klerikalci so imeli takrat na Jesenicah svoj Krekov dom.

Srukov oče se ni nikoli angažiral pri kaki strankarski ali društveni dejavnosti, toda apolitičen ni bil. Med vojno je podpiral stran Osvobodilne fronte in partizanstva. Takrat je bilo na Jesenicah mnogo hitlerjancev, ki so sodelovali z gestapom, nemško tajno policijo. Kmalu po nemški okupaciji je nova oblast zamenjala imena cest, trgov in ulic. Poleg tega so Srukovo hišno gospodarico Nemci izselili v Srbijo, zato so se morali  preseliti. Očetu je tovarna dodelila stanovanje v štiristo let stari hiši v Trebežu na Javorniku.
Ko je bil 1943 star devet let, je bila njegova največja želja imeti pisalni stroj, s katerim bi lahko pisal partizanska propagandna sporočila. Leto kasneje je organiziral vrstnike, da so po gozdovih okoli Javornika nabirali letake, ki so jih metala zavezniška letala, pozneje pa so jih skrivaj trosili po Trebežu in okolici. Po osvoboditvi se je v šoli takoj lotil pisanja in risanja stenskih časopisov. Skupaj s sošolcem sta porabila ogromno časa, pri tem se je naučil dobro risati in pisati. Prav zaradi teh znanj je 1948 na Slovenski pomorski trgovski akademiji postal skojevec ter vodja agitacije in propagande. Ta angažma ga je kmalu pripeljal do pisanja za različne časopise. Pozneje se je vse bolj ukvarjal z idejno-političnim delom.

### Povojno obdobje
Po vojni so Jeseničani hodili na različne politične prireditve. Pogoste so bile popoldanske manifestacije v podporo Komunistični partiji, Titu in narodnoosvobodilni vojski, pa tudi Stalinu in Rdeči armadi. Dijaki in profesorji so morali biti zraven. Takrat so potekale tudi mnoge masovne kulturne manifestacije. Jeseničani so bili navdušeni, množično so sprejemali tudi različne delegacije. Sočasno je potekal obračun s kolaboracionisti in drugimi – kot se je takrat reklo – protiljudskimi elementi.
Odhod z Jesenic v Piran na Slovensko pomorsko trgovsko akademijo leta 1948 je imel dobre in slabe plati. Prav tam je začel prvič pisati za pravi časopis. Ko mu je prvič uspelo pri petnajstih objaviti članek v Primorskem dnevniku, je bil izredno ponosen. Leta 1951 je prenehal s šolanjem v Piranu.
Od prihoda na celjsko učiteljišče 1952 je bil predvsem mladinski aktivist: sekretar šolskega komiteja in član mestnega komiteja, pozneje pa član predsedstva okrajnega komiteja. Nova šola mu je ustrezala zaradi izobilja družboslovnih predmetov. Do jeseni 1953 je bila dejavnost rutinska, v oporo jim je bila sekretarka mestnega komiteja Zveze komunistov Olga Vrabič, ki si je vzela veliko časa za njihovo mladinsko delovanje.
Poleti 1954 je po maturi tri tedne preživel v celjski bolnišnici, kjer je preboleval endemično zlatenico. Že zelo zgodaj ga je pritegnila zgodovina, vendar mu je bolj ustrezal študij filozofije in splošne teorije družbenih ved. Leta 1954 še ni bilo niti študija sociologije niti politologije, zato je na ljubljanski univerzi poleg filozofije študiral še psihologijo. Takrat je postal pomožni asistent pri študijskem predmetu Uvod v družbene vede, ki ga je predaval Boris Ziherl. Kmalu po 1957 je začel pisati recenzije filozofskih in družboslovnih knjig.
Leto 1959 je bilo težavno. Sruk je moral zapustiti Ljubljano, saj ni mogel zdržati nestrpnih in nevarnih ljudi. Mislil je, da bo v Celju bolje, a je prišel z dežja pod kap. Tam je učil na gimnaziji in študiral, hkrati pa pisal diplomsko nalogo. Začel je pogrešati ljubljansko kulturno življenje, ki se ga je udeleževal preteklih pet let.
Od 1960 je bil nekaj let srednješolski profesor filozofije, psihologije in zgodovine pedagogike na gimnazijah v Celju in Mariboru ter na učiteljišču v Mariboru. Leta 1961 je »delno sposoben« odšel v vojsko, prav takrat, ko je potekala konferenca neuvrščenih držav v Beogradu. Istega leta je na Filozofski fakulteti Univerze v Ljubljani diplomiral iz psihologije in filozofije.
1962 so ga v Celju po krivem zaprli, kljub temu, da je bil že štirinajst let član Komunistične partije in s svojim aktivizmom skušal pomagati oblasti. Po sojenju so mu določili zaporno kazen dveh let na otoku Grgur. V samici je veliko telovadil, saj bi astma na Golem otoku zelo verjetno pomenila bolezen ali smrt. Dan pred odhodom na Grgur so mu sporočili, da sme oditi domov. Tako je v zaporu preživel natanko en mesec.
Nato je odšel v Tovarno avtomobilov Maribor, kjer je bil do 1966 zaposlen kot psiholog v socialni službi. V tem času se je precej naučil, spoznaval je najrazličnejše težave, ki so jih doživljali delavci. Sruk je do leta 1968 poučeval psihologijo in filozofijo na Prvi gimnaziji v Mariboru. Leta 1968 je zapustil gimnazijo in odšel na delo v strokovno službo Zveze komunistov v Ljubljano. V teh strokovnih službah ni ostal dolgo, saj se je 1972 zaposlil v mariborskem visokem šolstvu, na Pedagoški fakulteti in na VEKŠ-u.

### Ustalitev
1974 se je zaposlil na mariborski VEKŠ, kjer se je njegovo obdobje iskanja stalne zaposlitve končalo, saj je tam tudi ostal. Leta 1978 je doktoriral iz političnih znanosti na Fakulteti za sociologijo, politične vede in novinarstvo, pred tem pa je opravil doktorske izpite iz socioloških teorij, sociologije, kulture ter iz socialne psihologije.
Od leta 1974 do upokojitve leta 2000 je na VEKŠ v Mariboru predaval družboslovje in humanistiko – od leta 1982 kot redni profesor. Leta 2001 je postal zaslužni profesor mariborske univerze. Po upokojitvi je še deset let opravljal pedagoško delo v bistveno zmanjšanem obsegu.

## Filozofija in razmišljanje
Sruka so že od otroštva privlačila gledališča, kasneje pa so ga predvsem zanimala razna družbena vprašanja, ki so jih odpirale predstave. Gledališča je smatral kot kraj, kjer se lahko človek zbrano posveti premišljevanju o družbi. Kot največjega in osrednjega slovenskega misleca Sruk navaja Ivana Cankarja. Ta je zlasti s svojo še danes aktualno dramo Hlapci ujel utrip slovenskega naroda in njegove zgodovine. Cankarjeva neprizanesljiva kritika se mu ne zdi pretirana, saj imajo tudi najbolj pesimistične misli svojo težo. Pri tem se sklicuje predvsem na Jermanovo poved: »Zdaj pregledujem zgodovino protireformacije. Takrat so v naših krajih pobili polovico poštenih ljudi, druga polovica pa je pobegnila. Kar je ostalo, je bila smrdljiva drhal. In mi smo vnuki svojih dedov.«

### Gospoda gre čez progo
Pomembno vlogo pri njegovem delu je imel dogodek v otroštvu, ki ga je močno zaznamoval. Ko je s sestrično in njeno prijateljico sedel v restavraciji na jeseniški postaji, se mu je pogled ustavil na časopisu, ki je visel na obešalniku. Na naslovni strani je bila velika slika, na kateri je stal vlak pred zaprtimi zapornicami, čez progo pa so korakali gospe in gospodje. Takoj se mu je  posvetilo, za kaj gre. Bogataši, kapitalistična gospoda imajo prednost pred njimi, navadnimi ljudmi v vlaku. Mnogi izmed njih so do denarja prišli na nepošten način. Ta pripetljaj je vsaj nekaj prispeval k temu, da gospode Sruk nikoli ni maral. Tudi po vojni ni imel dobrega mnenja o »pogospodenih« socialistih, ki so zgolj sramotili ugled gibanja, saj preprosto niso bili tisto, kar bi morali biti. Prav po tem dogodku je dobila naslov njegova knjiga spominov, Gospoda gre čez progo.
,

### Problematika socializma
Sruk za totalitarni sistem v Jugoslaviji nerad uporablja izraz »komunizem«, saj ta nikoli ni zares obstajal. To je bil kvečjemu leninizem ali stalinizem, ki ravno nasprotno z Marxovimi idejami ni udejanjil oblasti ljudstva. Poleg tega diktature ni izvajal proletariat, temveč jo je državno-politična birokracija. Zanj je komunizem, podobno kot po Frommu, racionalna vera, oprta na humano upanje, hkrati pa mislečega človeka ščiti pred različnimi dogmami. Zato formalna pripadnost določeni stranki ni dovolj, pomembno je tudi prizadevanje posameznikov za lastno intelektualno in socialno-emotivno rast ter njihovo praktično delovanje za realizacijo konkretnih družbenih ciljev. Meni, da je bila eden izmed glavnih družbenih problemov socializma – poleg pomanjkanja pobude posameznikov, birokratizma, karierizma in konformizma – tudi tajna policija, ki je sčasoma uničila njegovo humano plat.
Volitve so se Sruku vedno zdele bolj kot prerivanje karieristov na oblast. Šele ko bi bili ljudje zreli in racionalni, bi bile volitve smiselne. Hkrati pa bi se morale tudi stranke jasno razlikovati in natančno opredeliti svoje cilje, drugače vlada med volivci zmeda. Volitve bi morali tudi spodbujati in kultivirati kot izjemno močen vidik demokracije.

### Morala in etika - leksikon
Za etično problematiko je bil Sruk zainteresiran že med poučevanjem. Takrat so obravnavali predvsem pedagoška in psihološka vprašanja s tega področja, močno se je poznal vpliv sovjetske leninistične ideologije, ki je posegala tudi na področje nravnosti. V letih delovanja na srednjih in visokih šolah se je z moralno-etično problematiko ukvarjal toliko, kolikor so dopuščali učni načrti. V sredini šestdesetih let so njegovo zanimanje pritegnila dela Ericha Fromma, zlasti tista, ki so nakazovala sodobnim družbam poti uveljavljanja humanistično-socialistične, antiavtoritarne družbenosti. S Frommom se je ukvarjal, dokler ni ob koncu sedemdesetih let doktoriral prav z disertacijo o njegovem odnosu do Marxove misli in o njegovi koncepciji socializma. Drugo pomembno interesno področje, povezano z moralo in etiko, je bila prenova katoliške cerkve, ki jo je zasnoval in spodbudil Janez XXIII.
Vsa svoja srečanja z moralno in etično problematiko so ga napeljala na misel, da bi poskušal napisati kako knjigo s tega področja. Leta 1980 se je sistematično začel ukvarjati z opusom doktorja Jožeta Potrča, analiziral je vse tekste, ki so bili objavljeni v knjigi O socialistični morali in etiki. Do leta 1982 ni nabral le obsežnega gradiva, temveč tudi zasnoval celosten načrt monografije, ki bi se ukvarjala z vsemi področji njegove moralno-etične refleksije. 1982 je sklenil, da bo prijavil drugi doktorat, a so se zadeve zapletle. Zato si je premislil in napisal leksikon Morala in etika, ki je 1986 izšel pri Cankarjevi založbi. Z drugo, razširjeno in dopolnjeno izdajo je bil razočaran, predvsem zaradi odnosa institucij do ljudi brez posebnih zvez in poznanstev.

### Leksikon politike
Sruk je sklenil, da bo probleme političnega dogajanja pojasnil v leksikonu, namenjenemu vsem, ki jih politika zanima in si želijo spoznati osnovne pojme ter razlage. Politični leksikon je začel snovati nekje sredi osemdesetih let, ko je bilo jasno, da se bližajo velike spremembe, predvsem polom avtoritarnega in totalitarnega komunizma, ki je zašel v slepo ulico, hkrati pa je družba zdrsnila nazaj v izkoriščevalsko kapitalistično urejenost. Leksikon politike je njegovo najljubše delo, predvsem zato, ker ga je politika vedno najbolj zanimala. Pri tem navaja, da mnogi ljudje upravičeno pravijo, da je politika izprijena, saj jo pokvarijo mnogi slabi, nekulturni ljudje.

### Pregled del
Samostojne knjižne publikacije
- Frommova humanistična vizija (Ljubljana: Delavska enotnost, 1978)
- Filozofsko izrazje in repertorij (Murska Sobota: Pomurska založba, 1980)
- Nazorska vprašanja (Maribor: Obzorja, 1980)
- Komunistovo dejanje in misel (Ljubljana: Komunist, 1981)
- Družboslovno in filozofsko branje (Murska Sobota: Pomurska založba, 1981)
- Na temo družbene kritike (Ljubljana: Univerzum, 1982)
- Na temo družbenost mladih (Ljubljana: Komunist, 1983)
- Mali filozofski leksikon (Maribor: Obzorja, 1985)
- Morala in etika – leksikon (Ljubljana: Cankarjeva založba, 1986)
- Filozofija – leksikon (Ljubljana: Cankarjeva založba, 1995)
- Leksikon politike (Maribor: Obzorja, 1995)
- Leksikon morale in etike (Ekonomsko-poslovna fakulteta: Maribor, 1999)
- Gospoda gre čez progo (Maribor: Založba Pivec, 2012)

Strokovni in poljudnoznanstveni teksti v različnih zbornikih
- Na pragu tretjega tisočletja, ur. J. Strgar (Celje, Ljubljana: Mohorjeva družba, Delo, 1987)
- Politološke teme, ur. G. Stanič (Ljubljana: Fakulteta za elektrotehniko, 1987)
- Varstvo človekovih pravic, ur. P. Jambrek, A. Perenič, M. Uršič (Ljubljana: Mladinska knjiga, 1988)
- Mogućnosti i granice etike u djelu Milana Kangrgre, ur. A. Čović (Zagreb: HFD, 2004)

## Smrt
Pokopan je bil 28. avgusta 2020 ob 13.30 na Žalah v Ljubljani.